# Lars Wikström/Ryttare

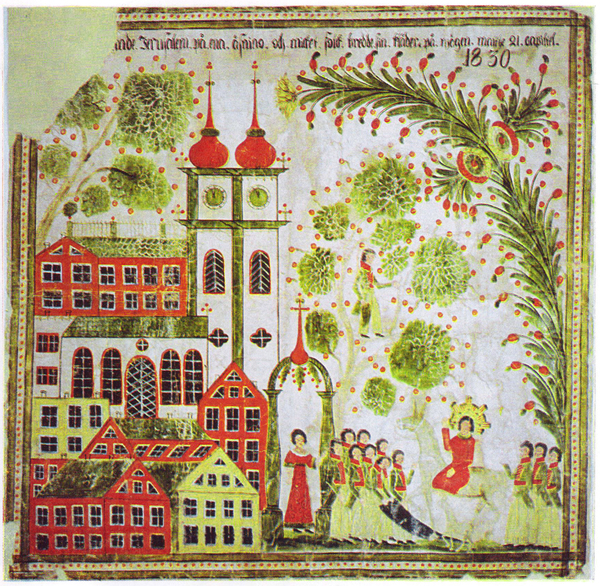
"Jesu. inridande. på. ena. åsnino. och. micket. folck. bredde. sin. kläder. på. wägen.matthe 21. capittel. 1830".

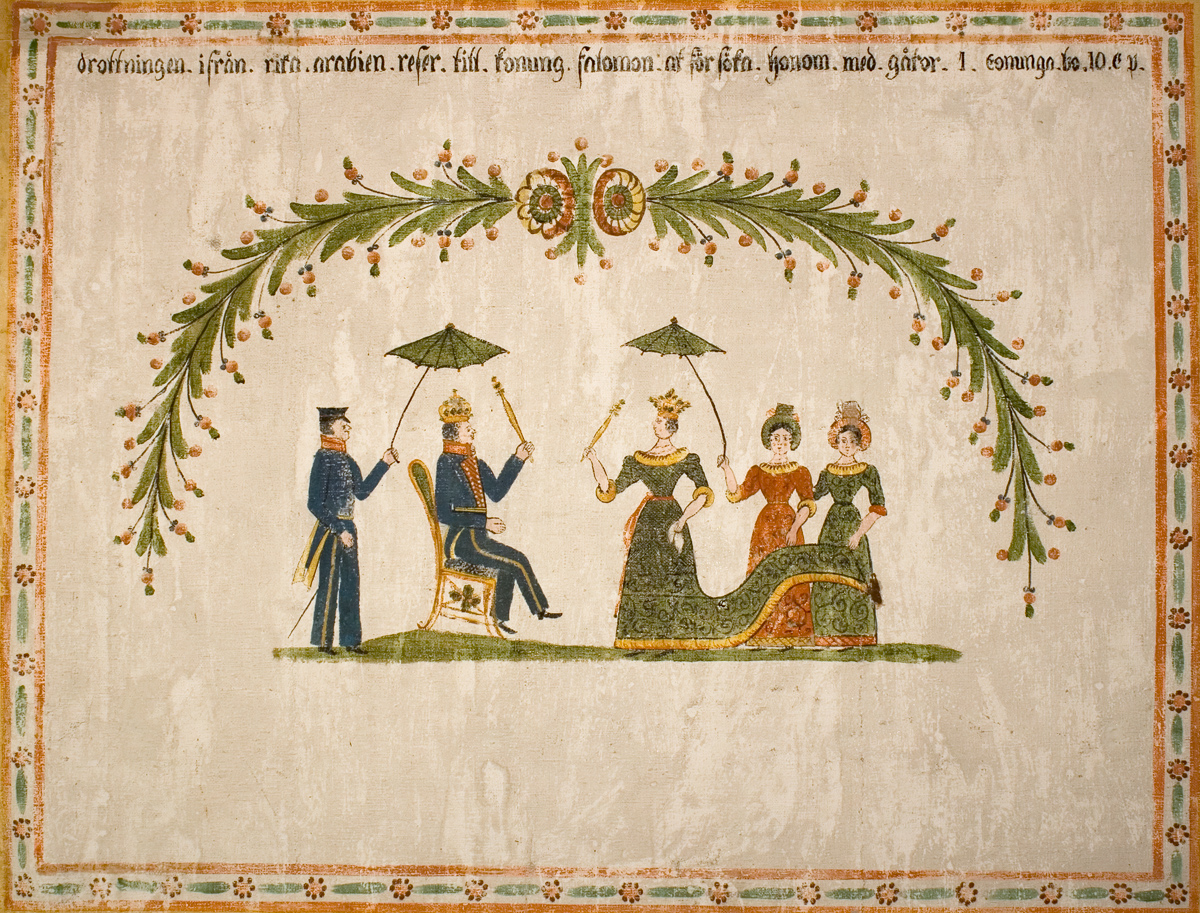
"drottningen, ifrån. rika. arabien. reser. till. konung. salomon. at för söka honom. med. gåtor. 1. conunga. bo. 10 Cp." målat 1844, Ägare: By sockengille.

Lars Larsson Wikström/Ryttare, född 13 april 1800 i Övre Gärdsjö i Rättviks socken död 8 januari 1865 i Vatebo i By socken, var en dalmålare.
Han kom i unga år till By socken i södra Dalarna, där det finns målningar i By hembygdsgård gjorda av honom . Det finns även ett antal målningar av honom på Nordiska museet i Stockholm , The art institute of Chicago,  Hälsinglands museum och Gävleborgs länsmuseum i Gävle, dessutom har ett hotell i Kungälv har en mindre samling av hans verk. Han var aktiv i By, Folkärna och Garpenberg socknar och även i Gästrikland. Det lär finnas ett 40-tal verk bevarade efter honom.
Svante Svärdström skriver i sin bok ”Dalmålningar” från 1944 att de dalmålare som bosatte i södra Dalarna, är i många avseenden intressanta. De tog med sig kurbitsen från Siljansbygden, men dess yppighet försvinner och färgskalan mattas. På deras bilder har figurerna som regel inte sockendräkter utan i stället herrskapskläder och Lars Ryttare förser sina kurbitser och träd med karakteristiska kulor i gult och rött.

## Levnadsbeskrivning
Lars Larsson föddes den 13 april 1800 i Övre Gärdsjö i Rättviks socken i Dalarna, som nummer fyra i en syskonskara på sex barn.
Föräldrar var Lars Hansson Hjort och Anna Hansdotter (vars bror var dalmålare, Björ Anders Hansson), båda från Övre Gärdsjö.
När Lars Larsson var sju år sändes hans sjuklige far (soldat nr27 Hjort, Mora kompani) till Stralsund och dog där, bara 39 år gammal. När Lars var tio år så dog även hans mor, 47 år, så syskonen fick växa upp med den äldsta brodern, som var 12 år, som husbonde. Fast i praktiken så var det troligen den 16-åriga storasystern som skötte om småsyskonen.
Den 8 november 1824 flyttar Lars Larsson och Olof Larsson Wikström, en av hans yngre bröder som också är dalmålare, till By socken i Dalarna till deras storebror som flyttat dit ett par år tidigare. Lars fortsätter sin flytt till Realsbo i Garpenberg socken i Dalarna där han träffar Chatarina/Cajsa Bernström som jobbar som piga i Buskbo, Cajsa är född den 28 september 1804 i Krommetsbo i Folkärna socken i Dalarna. De gifter sig den 16 oktober 1825 i Garpenberg och bor sedan i Rearsbo.
Någon gång under närmaste två åren tar Lars sig namnet Wikström och han titulerar sig målare.
Den 8 september 1827 skriver Lars på kontrakt som soldat för Ryttare rote i Vatebo i By socken i Dalarna, och den 21 november går flyttlasset med hustru Cajsa och Cajsas son, som hon hade innan de gifte sig, deras dotter, svärmodern och änkan Stina Bernström följer också med i flytten.
Vid generalmönstringen av det tidigare ”Överste Löjtnantens kompani”, men nu Folkare kompani, vid Västmanlands regemente för år 1839 begär Lars att få använda sitt namn Wikström som soldatnamn i stället för Ryttare och det bifalles, och man kan även läsa där att Lars är 5' 5” lång ( ca 172,5 cm). Tydligen har soldaterna vid denna rote alltid fått öknamnet ”Bondryttarn” och Lars vill nu slippa bli kallad det. Men det verkar inte fungera riktigt med namnbytet så vid generalmönstringen år 1843 kommer Lars med samma begäran som även nu bifalles och hädanefter heter soldaterna vid denna rote Wikström.
Lars Larsson Wikström/Ryttare är soldat i 28 år och vid generalmönstringen 1855 tar han med sig ett ”läkarbetyg” som intygar hans ålderdomsbräcklighet, och han får avsked med underhåll.
Lars och Cajsa får 10 barn tillsammans, sex söner och fyra döttrar, varav sju barn levde till vuxen ålder. Den 8 januari 1865 dör Lars, Cajsa lever tjugosex år till.
Lars har alltså tre namn som målare och signaturerna L.L.S., L.R. och L.W.S., de senare signaturerna har även chiffrerats till ”11.17” och ”11.22.18” (a=1, b=2 osv.. bokstaven j hoppas över)
Två av deras söner blir spelmän i By socken och sonen Lars Fredrik Wikström har lämnat efter sig en del låtmaterial som man kan höra även idag.

## Kända målningar
Tidigare har en del målningar av Lars Wikström/Ryttares bror, Olof Larsson Wikström, tillskrivits Lars då man har antagit att signaturen O.W.S. har blivit fel vid någon renovering, men senare tids forskning har visat att det är en egen signatur.
Vissa målningar som är tillskrivna Karas Lars Larsson kan vara tidiga målningar av Lars Wikström/Ryttare. Det fanns tre Lars Larsson som var dalmålare i Rättvik vid den tiden.
| Årtal                                                                     | Titel/Beskrivning | Ursprung                           | Arkivnr      | Signerad/ Tillskriven |
| ------------------------------------------------------------------------- | --- | ---------------------------------- | ------------ | --------------------- |
| Nordiska museet                                                           | |                                    |              |                       |
| 1830                                                                      | Jesu.inridande. på. ena. åsnino. och. micket. folck. bredde. sin. kläder. på. wägen. matthe 21 capittel. 1830 | Backa, Hedesunda Sn, Gästrikland   | Nm.49.045b   | tillskr.              |
| 1832                                                                      | Fem visa och fem fåvitska jungfrur | Morshyttan, By Sn, Dalarna         | Nm.177.200 a | tillskr.              |
| 1834                                                                      | om. bröloppet. I. Cana. i. galilen. Jesu. moder. och. hans. läriungar. woro. der. Joh.ev. g. 2. G. 1834 | Hamra, Ö.fernebo Sn, Gästrikland   | Nm.62.968    | tillskr.              |
| 1846                                                                      | du.(går. stadig.) mätt. och. fager. iag. är. ungrig. skarp. och. mager. lik. (....)rika. mann. har. många. wänner. fattig. mannen. ingen. kiänner. gif. oss. (....) för. guds. skul. herren. ger. dig. handen. full                                         | Kräbäck, Ö.fernebo Sn, Gästrikland | Nm.136.554   | tillskr.              |
| Hälsinglands museum                                                       | |                                    |              |                       |
| 1846                                                                      | den. förlorade. sonen. reser. ifrån. sina. föräldrar. uti. främmande. land. | Hedesunda Sn, Gästrikland          | 773          | tillskr.              |
| Länsmuseet Gävleborg                                                      | |                                    |              |                       |
|                                                                           | drottningen. ifrån. rika. arabien. reser. till. (konung Salomon att)för. söka. honom. med. gåtor. | Morshyttan, By Sn, Dalarna         | 6.808        | 11.17                 |
|                                                                           | fem stycken väggfält med blomsterurnor och texten: Bonden J.P.S och H.C.L.D dotren G.J.D son J.J.S. | Morshyttan, By Sn, Dalarna         | 6.808        | 11.17                 |
| Svante Svärdströms arkiv                                                  | |                                    |              |                       |
| 1835                                                                      | Rumsinredning:de tio. iungfrur som togo sina lampor: och gingo ut emot, brudgummen. fem wisa. och fem. fåwitska. mathei ewangelium. 25. cap | By Sn, Dalarna                     | K:SVT60      | 11.17                 |
| 1835                                                                      | Rumsinredning: drottningen.ifrån. rika. arabien. reser. till. konung. salomon. att för. söka. honom. mäd. gator. 1 konunga. boken. 10 c. p 1835 | By Sn, Dalarna                     | K:SVT60      | 11.17                 |
| 1835                                                                      | Blomsterurna med girlander på panel | By Sn, Dalarna                     | K:SVT60      | 11.17                 |
| 1840                                                                      | Rumsinredning med 12 st. blomsterurnor och dörröverstycken | Eriklars, maskbo, By Sn,Dalarna    | K:SVT60      | L.W.S 1840            |
|                                                                           | Joseph .blifwer. en. herre. i. egiften | Västeräng, Folkärna Sn. Dalarna    | K:SVT VD 120 | tillskr.              |
|                                                                           | Drottningen av Saba | Västeräng, Folkärna Sn. Dalarna    | K:SVT VD 120 | tillskr.              |
|                                                                           | Elie himmelsfärd | Västeräng, Folkärna Sn. Dalarna    | K:SVT VD 120 | tillskr.              |
| By hembygdsgård, hel rumsinredning från Arstusgården, S Strandmora, By Sn | |                                    |              |                       |
| 1844                                                                      | låter barnnen. komma.till. mig. och. förmener. den. icke. tÿ. sådana. hörer. Guds. rike. till. |                                    |              |                       |
|                                                                           | drottningen, ifrån. rika. arabien. reser. till. konung. salomon. at för söka honom. med. gåtor. 1. conunga. bo. 10 Cp. |                                    |              |                       |
|                                                                           | rätt.rådigheten |                                    |              |                       |
|                                                                           | konung. salomon. sade. hämter. mig. et. swärd. och. hugger. det. senaste. barnet. itu. stücker. ...... |                                    |              |                       |
|                                                                           | om. bröloppet. I. Cana. i. galilen. Jesu. moder. och. hans. läringar. woro. der. johaness. ewangelium. 2 C.p.lw. |                                    |              |                       |
|                                                                           | om. förlorade. sonen. som. reser. ifrån. sina. föräldrar. uti. främman. de. land |                                    |              |                       |
|                                                                           | pasions.klocka. eller. timme. wisare. och. wäck. ur. o. huru. säll. är. wist. den. siäl. som. detta.rätt. besinnar. och. sig.med. en. stadig. tro. christi. död. påminner. pinier. under. pontio. pilato. korsfäster. döder. och. begrafwen                 |                                    |              |                       |
|                                                                           | Tre motiv på samma målning: ridar. santte. göran. som. stridde. med. draken. här. rider. den. stora. babiloniska. skiökan. på. ett. wilddiur. som.. hade. 7 hufwuden. up. 17/c-här. skal. man få. se på all. werdenes. murmästare. och titt. skåp. gubbe... |                                    |              | Målat 1844 11.17.18   |
| Hotell Fars hatt, Kungälv                                                 | |                                    |              |                       |
| okänt                                                                     | Åtta målningar av blomsterurnor med girlander och andra dekorationer |                                    |              | tillskr.              |
| The art institute of Chicago                                              | |                                    |              |                       |
| 1832                                                                      | när. absalom. på. flijgten. rider. och. fastnar. han. i eken. stor. straffas. alla. barn. som. icke. lijda. far. och. mor. 2 sam.b. 18 C. 1832 |                                    |              | tillskr.              |

### Kyrkoböcker, ur Uppsala landsarkiv
- Födelsebok för Rättviks Sn år 1800, c6
- Husförhörhörslängder för Rättviks Sn för åren 1796-1825, ai/7b sidan 63, ai/8b sidan 71 och ai/9b sidan 81
- Husförhörhörslängder för Garpenbergs Sn för åren 1821-31, ai/10 sidan 9 och 163
- Vigsellängd för Garpenbergs Sn för året 1825, ei/2
- Inflyttningslängd för By Sn 1827, b/2
- Husförhörhörslängder för By Sn för åren 1827-1865, ai/13a sidan 247, ai 14b sidan 232, ai/15a sidan 242 och ai/16a sidan 196
- Dödbok för By Sn för år 1865, f/4

### Generalmönstringsrullor för Överste löjtnantens kompani, senare Folkare kompani vid Västmanlands regemente, ur Krigsarkivet
- nr 0023/0/80, 1827
- nr 0023/0/81, 1836
- nr 0023/0/82, 1839
- nr 0023/0/83, 1843
- nr 0023/0/84, 1847
- nr 0023/0/85, 1851
- nr 0023/0/86, 1855
- nr 0023/0/87, 1861, längd över gratialister